# Danh sách công dân danh dự thành phố Warszawa

Phù hiệu của Warsaw

Những người nhận quyền công dân danh dự của thành phố Warsaw (tiếng Ba Lan: Honorowi Obywatele miasta stołecznego Warszawy), theo thứ tự thời gian.

## Danh sách
| Ngày | Tên                                     | Ghi chú |
| ---- | --------------------------------------- | --- |
| 1918 | Józef Piłsudski (1867–1935)             | Chính khách, Nguyên thủ quóc gia (1918–1922), Thống chế hạng nhất của Ba Lan (from 1920) và lãnh đạo trên thực tế (1926–35) của Cộng hoà Ba Lan thứ hai |
| 1919 | Ignacy Jan Paderewski (1860–1941)       | Người chơi piano và nhà soạn nhạc, một người phát ngôn và sự độc lập của Ba Lan, Thủ tướng Ba Lan |
|      | Józef Haller (1873–1960)                | Trung tướng quân đội Ba Lan, nhà hoạt động chính trị và xã hội |
| 1920 | Maxime Weygand (1867–1965)              | Chỉ huy quân đội Pháp trong Thế chiến I và Thế chiến II |
|      | Lucjan Żeligowski (1865–1947)           | Tướng Ba Lan, chính trị gia, chỉ huy quân sự và cựu chiến binh trong Thế chiến thứ nhất, Chiến tranh Ba Lan - Xô viết và Thế chiến II |
| 1921 | Herbert Hoover (1874–1964)              | Kỹ sư, doanh nhân và chính trị gia người Mỹ; Tổng thống thứ 31 của Mỹ (1929–1933) |
| 1923 | Ferdinand Foch (1851–1929)              | Tướng lĩnh và nhà lý luận quân sự người Pháp, Tổng tư lệnh Đồng minh tối cao trong Chiến tranh thế giới thứ nhất |
| 1924 | Marie Skłodowska-Curie (1867–1934)      | Nhà vật lý và nhà hóa học đã tiến hành nghiên cứu tiên phong về phóng xạ, hai lần đoạt giải Nobel Prize |
| 1929 | Eugenia Kierbedź (1855–1946)            | Nhà hoạt động xã hội và nhà từ thiện |
| 1992 | Stanisław Broniewski (1915–2000)        | Kinh tế gia, Trưởng hướng đạo sinh của Gray Ranks và Thiếu uý ở Home Army trong Thế chiến II |
|      | Aleksander Gieysztor (1916–1999)        | Nhà sử học thời trung cổ |
|      | Janina Porczyńska (1927–2009)           | Nhà sưu tập nghệ thuật, người đồng sáng lập Bảo thàng John Paul II |
|      | Zbigniew Porczyński (1919–1998)         | Nhà sưu tập nghệ thuật, người đồng sáng lập Bảo tàng John Paul II |
|      | Jerzy Waldorff (1910–1999)              | Nhân vật truyền thông, học giả công chúng và nhà phê bình âm nhạc |
| 1993 | Jan Podolski (1904–1998)                | Kỹ sư, người nhận tiến sĩ danh dự từ Đại học Công nghệ Warsaw, người đề xuất xây dựng Warsaw Metro |
|      | Sue Ryder (1924–2000)                   | Tình nguyện viên người Anh trong Điều hành Hoạt động Đặc biệt trong Chiến tranh Thế giới thứ hai, sau đó đã lãnh đạo nhiều tổ chức từ thiện, đặc biệt là tổ chức từ thiện được đặt theo tên để vinh danh cô                                                                                     |
| 1994 | Juliusz Wiktor Gomulicki (1909–2006)    | Người viết luận và người theo chủ nghĩa Varsovian |
| 1995 | Stanisław Jankowski (1911–2002)         | Chiến sĩ kháng chiến Ba Lan trong Thế chiến thứ hai và một kiến trúc sư đóng vai trò quan trọng trong quá trình tái thiết thành phố Warsaw sau chiến tranh |
|      | Kazimierz Leski (1912—2000)             | Kỹ sư Ba Lan, phi công chiến đấu, và một sĩ quan trong lực lượng tình báo và phản gián của Home Army trong Thế chiến II |
| 1996 | John Paul II (1920—2005)                | Người đứng đầu nhà thờ Công giáo và đấng tối cao của quốc gia Vatican City từ 1978 đến 2005 |
| 1999 | Władysław Bartoszewski (1922–2015)      | Chính trị gia, nhà hoạt động xã hội, nhà báo, nhà văn và nhà sử học |
|      | Ryszard Kaczorowski (1919–2010)         | Chính khác,Tổng thống của chính phủ Ba Lan lưu vong cuối cùng (1989–1990) |
|      | Franciszek Kamiński (1902–2000)         | tướng Ba Lan |
|      | Stefan Starzyński (1893–1939)           | Chính khách, nhà kinh tế, sĩ quan quân đội và Thị trưởng Warsaw trước và trong suốt [[Cuộc vây hãm Warsaw (1939) ]] |
| 2000 | Józef Glemp (1929–2013)                 | Hồng y Giáo hội Công giáo La Mã và Tổng giám mục Warsaw từ năm 1981 đến năm 2006 |
| 2001 | Marek Edelman (1919–2009)               | Nhà hoạt động chính trị và xã hội; bác sĩ tim mạch, nhà lãnh đạo cuối cùng còn sống của Warsaw Ghetto Uprising |
| 2003 | Jan Nowak-Jeziorański (1914–2005)       | Nhà báo, nhà văn, chính trị gia và nhân viên xã hội; người đứng đầu chuyên mục tiếng Ba Lan của Radio free Europe |
|      | Zdzisław Peszkowski (1918–2007)         | Linh mục Công giáo La Mã Ba Lan và một trong những người sống sót của vụ thảm sát Katyn |
|      | Marek Kwiatkowski (1930–2016)           | Nhà sử học nghệ thuật |
| 2004 | Kazimierz Jan Majdański (1916–2007)     | Giám mục Công giáo La Mã Ba Lan |
|      | Jerzy Majewski (1925–2019)              | Kỹ sư và chính trị gia, Thị trưởng Warsaw (1967–1982) |
|      | Kazimierz Romaniuk (born 1927)          | Linh mục Công giáo La Mã người Ba Lan và giáo sư nghiên cứu Kinh thánh |
|      | Szymon Szurmiej (1923−2014)             | Diễn viên, đạo diễn và tổng giám đốc của Ester Rachel Kamińska và Nhà hát Do Thái Nhà nước Ida Kamińska ở Warsaw |
| 2005 | Sławoj Leszek Głódź (born 1945)         | Giám mục người Ba Lan của Giáo hội Công giáo và Tổng giám mục Gdańsk từ năm 2008 |
|      | Norman Davies (born 1939)               | Nhà sử học người Anh-Ba Lan |
| 2006 | Wacław Karłowicz (1907−2007)            | Linh mục Công giáo La Mã Ba Lan, cha tuyên úy trong Nổi dậy Warsaw |
|      | Zofia Korbońska (1915−2010)             | Nhà báo và chiến sĩ kháng chiến |
|      | Barbara Wachowicz (1937–2018)           | Nhà văn, nhà báo, nhiếp ảnh gia |
| 2007 | Janusz Brochowicz-Lewiński (1920–2017)  | nhân viên của Home Army trong Thế chiến II |
|      | Wiesław Chrzanowski (1923–2012)         | Luật sư và chính trị gia, lính Home Army |
|      | Czesław Cywiński (1926–2010)            | Chủ tịch Hiệp hội các chiến sĩ Home Army |
|      | Hilary Koprowski (1916–2013)            | Nhà virus học và nhà miễn dịch học, người đầu tiên trên thế giới phát minh ra vaccine đậu mùa sống hiệu quả |
|      | Irena Sendler (1910–2008)               | Nhân viên nhân đạo, nhân viên xã hội và y tá đã phục vụ trong Cuộc kháng chiến dưới lòng đất của Ba Lan trong Chiến tranh thế giới thứ hai ở Warsaw bị Đức chiếm đóng và cứu hàng trăm trẻ em Do Thái khỏi Holocaust, được công nhận bởi Nhà nước Do Thái Israel là Righteous Among the Nations |
|      | Lech Wałęsa (born 1943)                 | Chính khác và người nhận giải Giải Nobel Hoà bình, lãnh đạo của Phong trào đoàn kết, tổng thống được bầu đầu tiên của Ba Lan dân chủ từ 1990 đến 1995 |
| 2008 | Simcha Rotem (1924–2018)                | Cựu chiến binh Ba Lan-Israel, thành viên của lực lượng ngầm Do Thái ở Warsaw, một trong hai chiến binh Do Thái cuối cùng còn sống trong Cuộc nổi dậy Warsaw và là chiến binh cuối cùng còn sống sót sau Cuộc nổi dậy Warsaw Ghetto năm 1943                                                     |
|      | Zbigniew Ścibor-Rylski (1917–2018)      | Lữ đoàn trưởng kiêm phi công Ba Lan, người tham gia Cuộc nổi dậy Warsaw trong Chiến tranh thế giới thứ hai |
|      | Stefan Bałuk (1914–2014)                | Tướng và nhiếp ảnh gia Ba Lan |
|      | Erwin Axer (1917–2012)                  | Giám đốc nhà hát, nhà văn và giáo sư đại học |
|      | Józef Zawitkowski (sinh 1938)           | Linh mục, nhà thơ và nhà soạn nhạc Công giáo La Mã người Ba Lan |
| 2009 | Dalajlama XIV (sinh năm 1935)           | Lãnh đạo tôn giáo của Tây Tạng |
|      | Witold Pilecki (1901–1948)              | Sĩ quan kỵ binh Ba Lan, điệp viên tình báo và lãnh đạo kháng chiến, tác giả của Pilecki's Report |
|      | Tadeusz Mazowiecki (1927–2013)          | Tác giả, nhà báo, nhà từ thiện và chính trị gia dân chủ-Cơ đốc giáo, một trong những nhà lãnh đạo của phong trào Đoàn kết, và là thủ tướng Ba Lan không cộng sản đầu tiên kể từ năm 1946 |
|      | Michał Jan Sumiński (1915–2011)         | người đi du lịch, nhà động vật học và nhà báo |
| 2010 | Lech Kaczyński (1949–2010)              | Luật sư, Thủ trưởng của Warsaw và Tổng thống Ba Lan (2005–2010) |
|      | Ziuta Hartman (1922–2015)               | Chiến sĩ kháng chiến trong Thế chiến II |
|      | Aleksander Kwaśniewski (sinh năm 1954)  | Chính trị gia và nhà báo người Ba Lan, Tổng thống Ba Lan từ 1995 đến 2005 |
|      | Henryk Skarżyński (sinh năm 1954)       | Bác sĩ và nhà thính học, người sáng lập Trung tâm Thính giác Thế giới ở Kajetany |
|      | Maria Stypułkowska-Chojecka (1926–2016) | nhà hoạt động kháng chiến trong Thế chiến II |
| 2011 | Lidia Korsakówna (1934–2013)            | Nữ diễn viên sân khấu và điện ảnh |
|      | Jerzy Buzek (sinh năm 1940)             | Chính trị gia Ba Lan và Thành viên Nghị viện Châu Âu từ Ba Lan, Thủ tướng Ba Lan từ năm 1997 đến 2001, Chủ tịch Nghị viện Châu Âu giai đoạn 2009-2012 |
|      | Henryk Hoser (sinh năm 1942)            | Giám mục Ba Lan của Giáo hội Công giáo |
| 2012 | Witold Kieżun (sinh năm 1922)           | Nhà kinh tế học Ba Lan, cựu quân nhân của Home Army - phong trào kháng chiến Ba Lan chống lại sự chiếm đóng của Đức trong Thế chiến thứ hai, người tham gia cuộc nổi dậy Warsaw và là tù nhân trong Soviet Gulags                                                                               |
|      | Sławomir Pietras (born 1943)            | Giám đốc nhà hát |
|      | Jerzy Regulski (1924–2015)              | Nhà kinh tế và chính trị gia |
|      | Stanisław Wyganowski (1919–2017)        | Nhà kinh tế, Thị trưởng Warsaw từ 1990 đến 1994 |
| 2013 | Maria Janion (sinh năm 1926)            | Học giả, nhà phê bình và nhà lý luận về văn học cũng như nữ quyền |
|      | Irena Santor (sinh năm 1934)            | Ca sĩ, nghệ sĩ biểu diễn âm nhạc và diễn viên |
|      | Zbigniew Romaszewski (1940–2014)        | Chính trị gia và nhà hoạt động nhân quyền |
| 2014 | Jan Olszewski (1930–2019)               | Luật sư và chính trị gia bảo thủ Ba Lan từng giữ chức Thủ tướng Ba Lan trong 5 tháng từ tháng 12 năm 1991 đến đầu tháng 6 năm 1992 |
|      | Jerzy Owsiak (sinh năm 1953)            | Nhà báo và nhà vận động xã hội, người sáng lập Great Orchestra of Christmas Charity (WOSP) |
|      | Mieczysław Szostek (sinh năm 1933)      | Bác sĩ và Giáo sư Khoa học Y tế cũng như chính trị gia |
| 2015 | Andrzej Wajda (1926–2016)               | Đạo diễn phim và sân khấu; thắng giải Academy Award |
|      | Henryk Samsonowicz (sinh năm 1930)      | Nhà sử học chuyên về Ba Lan thời trung cổ, nhà văn và giáo sư củaĐại học Warsaw |
| 2016 | Adam Strzembosz (sinh năm 1930)         | Luật sư, thẩm phán, Chủ tịch đầu tiên của Tòa án tối cao Ba Lan (1990–1998) |
| 2017 | Daniel Olbrychski (sinh năm 1945)       | Diễn viên |
|      | Wanda Traczyk-Stawska (sinh năm 1927)   | Nhà tâm lý học, nhà hoạt động kháng chiến trong Thế chiến thứ hai, người tham giaWarsaw Uprising |
|      | Wiesław Johann (sinh năm 1939)          | Luật sư và nhà báo, thẩm phán Tòa án Hiến pháp |
| 2018 | Halina Birenbaum (sinh năm 1929)        | Người sống sót sau thảm họa Holocaust, nhà văn, nhà thơ, dịch giả và nhà hoạt động |
|      | Krystyna Budnicka (sinh năm 1932)       | Nhà hoạt động xã hội, người sáng lập Hiệp hội Holocaust cho Trẻ em |
|      | Marian Turski (sinh năm 1926)           | Nhà sử học và nhà báo |
|      | Anna Jakubowska (1875–1948)             | Nhà sư phạm và nhà hoạt động xã hội |
|      | Janina Ochojska (sinh năm 1955)         | Nhà thiên văn học, nhà hoạt động xã hội và nhân đạo, Thành viên của Uỷ ban châu Âu (2019–nay), người sáng lập và giám đốc của Hành động nhân đạo Ba Lan (1992–hiện tại) |
|      | Anna Trzeciakowska (sinh năm 1927)      | Dịch giả văn học Mỹ và Anh |
|      | Wojciech Roszkowski (sinh năm 1947)     | Nhà sử học kinh tế và nhà văn |
| 2019 | Paweł Adamowicz (1965–2019)             | Chính trị gia và luật sư người Ba Lan, thị trưởng thành phố Gdańsk |
|      | Halina Jędrzejewska (sinh năm 1927)     | Bác sĩ và chiến sĩ kháng chiến trong cuộc nổi dậy Warsaw |
|      | Jerzy Majkowski (1928–2019)             | Thành viên của Lực lượng dưới lòng đất Ba Lan trong Chiến tranh thế giới thứ hai, người tham gia Cuộc nổi dậy Warsaw |
|      | Paweł Pawlikowski (sinh năm 1957)       | đạo diễn phim thắng giảiAcademy-Award |
| 2020 | Olga Tokarczuk (sinh năm 1962)          | người nhận giải Nobel Prize |
|      | Władysław Findeisen (sinh năm 1926)     | Chính trị gia, kỹ sư, giáo sư khoa học kỹ thuật, hiệu trưởng của Đại học Công nghệ Warsaw |
|      | Wojciech Noszczyk (sinh năm 1935)       | Nhà khoa học, Giáo sư Khoa học Y tế và bác sĩ phẫu thuật |
|      | Andrzej Rottermund (sinh năm 1941)      | Nhà sử học nghệ thuật và nhà thơ, Giáo sư Khoa học Nhân văn, giám đốc Royal Castle ở Warsaw (1991–2015) |
|      | Wiesław Jan Wysocki (sinh năm 1950)     | Nhà sử học, giáo viên hàn lâm và nhà hoạt động xã hội |
| 2021 | Jolanta Brzeska (1947–2011)             | |
|      | Andrzej Rzepliński (sinh năm 1949)      | |